# Touring the Angel
Touring the Angel – siedemnasta trasa koncertowa grupy muzycznej Depeche Mode, w jej trakcie odbyło się 113 koncertów.

## Lista utworów
| Północna Ameryka, Leg #1 oraz Europa, Leg #1 1. „I Want It All” (Intro) 2. „A Pain That I'm Used To” 3. „John the Revelator” 4. „A Question of Time” 5. „Policy of Truth” 6. „Precious” 7. „Walking in My Shoes” 8. „Suffer Well” 9. wokal użycza Martin Gore - „Damaged People” - „Macro” - „Leave in Silence” 10. wokalu użycza Martin Gore - „Home” 11. „I Want It All” 12. „The Sinner in Me” 13. „I Feel You” 14. „Behind the Wheel” 15. „World in My Eyes” 16. „Personal Jesus” 17. „Enjoy the Silence” 18. wokalu użycza Martin Gore - „Somebody” - „A Question of Lust” - „Shake the Disease” - „Leave in Silence” 19. „Just Can’t Get Enough” 20. „Everything Counts” 21. „Never Let Me Down Again” 22. „Goodnight Lovers” | Generalna setlista dla Ameryki Północnej, Leg #2 i Europy, Leg #2 1. „I Want It All” (Intro) 2. „A Pain That I'm Used To” 3. „A Question of Time” 4. „Suffer Well” 5. „Precious” 6. „Walking in My Shoes” 7. „Stripped” 8. wokalu użycza Martin Gore - „Home” 9. wokalu użycza Martin Gore - „Blue Dress” - „Judas” - „It Doesn't Matter Two” 10. „In Your Room” 11. - „Nothing's Impossible” - „The Sinner in Me” 12. „John the Revelator” 13. „I Feel You” 14. „Behind the Wheel” 15. „World in My Eyes” 16. „Personal Jesus” 17. „Enjoy the Silence” 18. wokalu użycza Martin Gore - „Shake the Disease” - „Leave in Silence” - „Judas” - „It Doesn't Matter Two” - „Somebody” 19. - „Photographic” - „Just Can’t Get Enough” 20. „Never Let Me Down Again” |

## Koncerty
|  | Zobacz galerię związaną z tematem: Touring the Angel |

|  | Zobacz galerię związaną z tematem: Touring the Angel |

|  | Zobacz galerię związaną z tematem: Touring the Angel |